# Ahmed Evariste Medego
Ahmed Evariste Medego (* 7. April 1982 in N’Djamena), auch in der Schreibweise Ahmat Evariste Medego oder kurz Ahmed Medego, ist ein ehemaliger tschadischer Fußballspieler auf der Position des Offensiven Mittelfelds und Sturms. Er war Zuletzt für den Hauptstadtklub Gazelle FC und in der Tschadische Fußballnationalmannschaft aktiv.

## Karriere

### Verein
Medego begann seine Profikarriere 1999 in der Tschad Premier League im Kader des Hauptstadtclub Tourbillon FC. Hier wurde er in den Spielzeiten 1999/00 und 2000/01 tschadischer Meister. Im Wettbewerb der CAF Champions League scheiterte er mit seinen Team bereits in der Vorrunde am eritreischen Gegner Red Sea FC aus Asmara. 2002 gelang durch einen 3:2-Sieg gegen Dynamic Togolais FC aus Togo der einzug in die nächste Runde. Dort schied er mit seinen Team, nach einem 8:2 aus Hin- und Rückspiel, gegen den tunesischen Favoriten Espérance Tunis aus. Ende 2002 verließ er den Tschad und schloss sich den kamerunischen Erstligisten Unisport Bafang, mit dem er in seiner ersten Saison den 6. Platz in der Première Division belegte. Es folgten kurze Stationen bei Bandja FC und Sable Batié, wo er jedoch keine Erfolge verzeichnen konnte. 2006 verließ er Kamerun endgültig und wechselte zurück zu seinen Stammverein Tourbillon FC. 2008 verließ er den Tschad erneut und schloss sich den gabunischen Erstligisten AS Mangasport in die Stadt Moanda an. Hier wurde er in den Spielzeiten 2007/08, 2009/10 und 2010/11 Vizemeister im Championnat National D1. Seinen ersten Titel mit den Verein holte Medego im August 2011 mit dem Gewinn des Coupe du Gabon. Nach Saisonende wechselte er 2011 zum Ligakonkurrenten Missile FC, wo er jedoch nur eine Saison verbrachte und 2012 zu US Oyem transferiert wurde. Ohne weitere Erfolge erzielt zu haben, verließ er Gabun im Jahr 2014 wieder in Richtung Heimat und schloss sich den Hauptstadtclub Gazelle FC an. Hier gewann er im ersten Jahr die tschadische Meisterschaft. Am Ende der Saison 2018 beendete er seine aktive Karriere.

### Nationalmannschaft
Sein Debüt für die Tschadische Fußballnationalmannschaft gab Medego am 14. Juli 2000 im Rahmen der Qualifikation zum Afrika-Cup 2002 gegen Libyen. Er nahm an Qualifikationsspielen zur Fußball-Weltmeisterschaft 2006 und der Afrikameisterschaft (2002, 2004, 2008, 2012) teil, konnte jedoch keine nennenswerten Erfolge erzielen. Er war Teilnehmer des CEMAC Cup in den Jahren 2005, 2006, 2007, 2009 und 2010. Hier erreichte er 2005 an der Seite von Armand Djerabé, Ndakom Ndeidoum und Torjäger Ezechiel N’Douassel den zweiten Platz. Zwei Jahre später traf er zum entscheidenden 1:0 im Spiel um Platz drei gegen die Mannschaft aus der Zentralafrikanischen Republik. 2009 erreichte er mit der Mannschaft mit einem 2:1 gegen die Auswahl von Gabun den Dritten Platz im Wettbewerb. Sein letztes Spiel im Trikot der Nationalmannschaft absolvierte Medego am 9. Oktober 2010 im Rahmen der Qualifikation zum Afrika-Cup 2012 gegen die Mannschaft aus Malawi.

### Erfolge
Verein
- Tschadischer Meister:  1999/00, 2000/01, 2014/15
- Gabunischer Pokalsieger: 2011